# ID交換掲示板
ID交換掲示板（アイディーこうかんけいじばん）は、ソーシャル・ネットワーク・サービス（主にメッセージ・通話アプリ）の登録者同士のID交換目的に特化した電子掲示板サービスの通称。特にLINE IDの交換を目的とするものが主流を占めている。このためLINE掲示板と呼ばれることもある。

## 沿革
2009年2月の「出会い系サイト規制法」の規制強化（運営者の公安委員会への届け出義務・利用者の年齢確認の義務化）により出会い系サイトが衰退し、同時に隆盛になっていたSNSを出会い系サイトに取って代わる「出会いのツール」として利用する目的で、2012年頃よりサイトが多数設立され始める。

## 出会い系サイトとの違い
ID交換掲示板自体には、利用者同士のメール交換機能やチャット機能など利用者同士が直接連絡を取り合う機能は無く、利用者の名前・都道府県・年齢・登録しているSNSのID・簡単なメッセージ、を用意された掲示板に書き込む機能のみで、原則的にその他多くの電子掲示板・BBSと同一の機能しか有していない。このため、相手方との連絡は書き込まれたIDをもとに、登録しているSNSを通して行うことになる。その点がサイト自体にメール交換機能やチャット機能などが設置されており、サイト内で利用者同士が直接連絡を取り合うことができる出会い系サイトとの機能としての大きな違いである。したがって、この機能の違いからID交換掲示板は、出会い系サイト規制法の対象外となっており、利用者は年齢確認を行うことなく手軽に利用できるため、利用者が増大した。

## SNS運営者側の対策
SNS運営者はID交換掲示板に対し、以下の対策を行っている。
- SNS運営者は「男女が出会う目的」でのSNS利用を禁止しているため、登録者が自己のIDを掲示板などへ書き込み、公開することを禁止している。そのためSNS運営者はID交換掲示板を監視し、IDを公開している者に対しSNSアカウントの取り消しなどを行っている。
- ID交換掲示板運営者に対してのサイト閉鎖の要請。
- 登録者がSNS内でID検索機能を利用する際の年齢確認の実施（18歳以上）[2]。

## サイト形態の変化
設立当初のID交換掲示板は「だれでも書き込み・閲覧できる」いわゆる「オープン型ID交換掲示板」が多数であったが、上記「SNS運営者側の対策」（SNS運営者のID交換掲示板の監視及びID公開者のアカウント取り消し）のため、2015年頃よりSNS運営者から監視されにくい「登録した会員のみ書き込み・閲覧できる」いわゆる「会員制ID交換掲示板」が設立され始めた。